# Terrarium: Organ Works

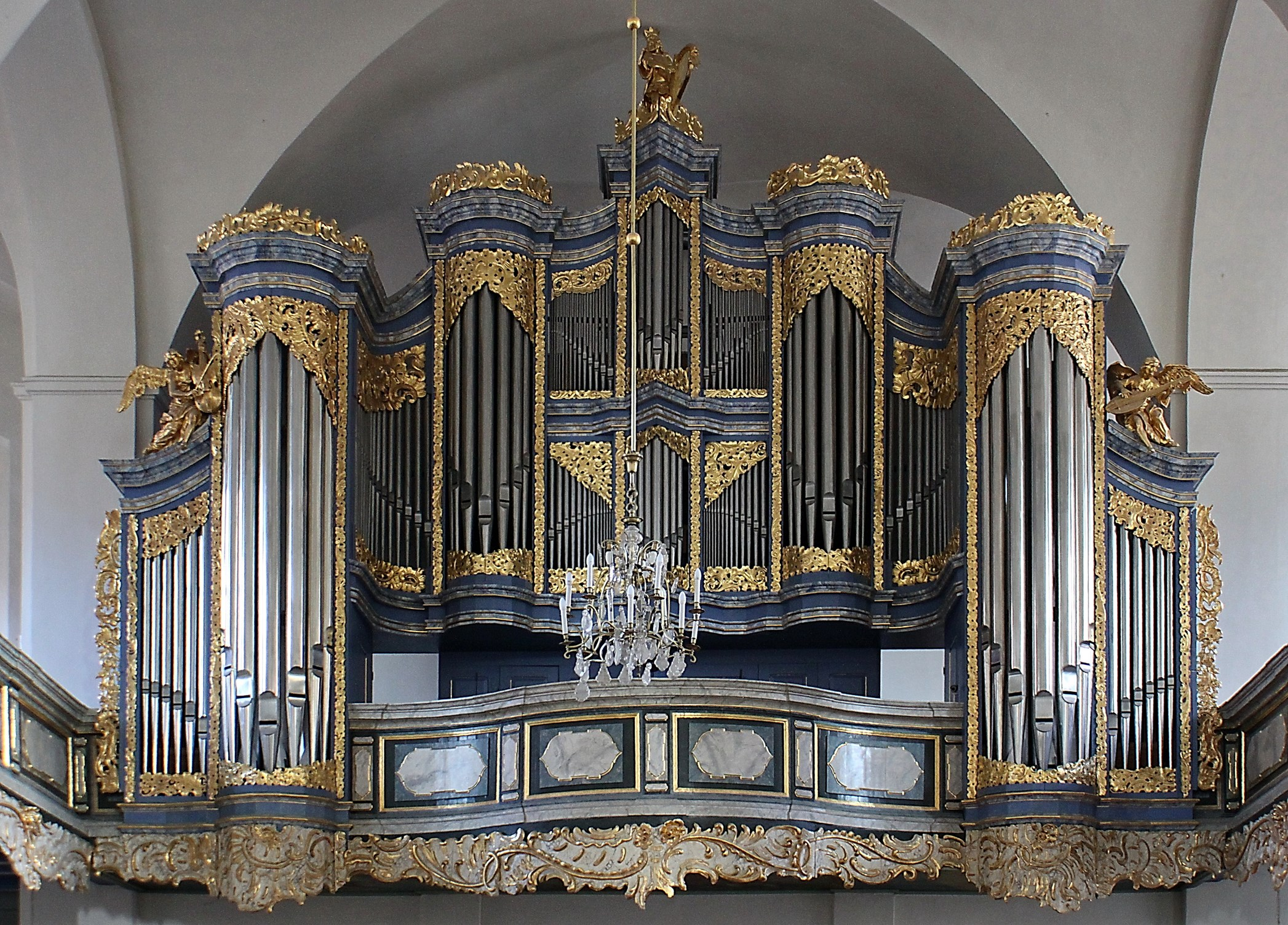
Organy w Kościele Świętego Ducha w Toruniu na których został zarejestrowany material na płytę

Terrarium: Organ Works – album nagrany przez Józefa Skrzeka i Jarosława Pijarowskiego 21 grudnia 2011 roku w Kościele Świętego Ducha w Toruniu. Całość została zarejestrowana przez Mirosława Worobieja z Polskiego Radia Pik.

## Premiera
Album został wydany wraz z Terrarium: Live in Bydgoszcz jako album dwupłytowy w kwietniu 2013 r.. 

## Lista utworów
Źródło: 
1. „Transgression” – 11: 12
2. „il etait une fois… L’Homme” – 22:44
3. „Premonition (Purgatory choir)” – 2:56
4. „Ezechiel song” – 3:40
5. „Baptism” – 4:00
6. „Birds of happiness” – 2:38
7. „Cain and Abel” – 3:14
8. „Fistful of mercy” – 1:58
9. „Spear of destiny” – 1:44
10. „Escape from planet Earth” – 1:51
11. „Premonition II” – 2:02
12. „JHWH (Victory)” – 8:26 (utwór dodatkowy)

## Skład
- Józef Skrzek – organy
- Jarosław Pijarowski – improwizacje organowe

### Gościnnie
- Krystyna Czubówna – jako zapowiadająca w utworze 7 (Cain & Abel)

## Informacje dodatkowe
- Obraz olejny na desce (55×55 cm) namalowany specjalnie dla tego wydawnictwa – „Terrarium II” – Marek Ronowski
- Projekt graficzny płyty: Katarzyna Wolska, Marek Ronowski, Jarosław Pijarowski
- Album został wydany w liczbie 250 numerowanych egzemplarzy.